# Muse (Grace Jones)
Muse è il terzo album in studio della cantante giamaicana Grace Jones, pubblicato il 4 settembre 1979 dalla Island Records.
Il terzo ed ultimo progetto della trilogia disco, viene promosso dal singolo On Your Knees che ottiene meno successo dei precedenti, fermandosi al ventitreesimo posto della classifica dance di Billboard. La cantante firma tre brani dell'album, Sinning, Repentance (Forgive Me) e Don't Mess with the Messer. Per gli artwork dei tre album disco la Jones si è avvalsa della collaborazione del fotografo Richard Bernstein.

## Tracce
- Lato A

1. Sinning – 5:06 (Grace Jones, Pierre Papadiamandis)
2. Suffer – 4:17 (Tom Moulton, Thor Baldursson)
3. Repentance (Forgive Me) – 3:50 (Grace Jones, Pierre Papadiamandis)
4. Saved – 7:13 (Jack Robinson, James Bolden, Vivienne Savoie Robinson)

- Lato B

1. Atlantic City Gambler – 5:46 (Tom Moulton, Duke Williams)
2. I'll Find My Way To You – 5:14 (Stelvio Cipriani, Hal Shaper)
3. Don't Mess with the Messer – 4:50 (Grace Jones, Pierre Papadiamandis)
4. On Your Knees – 6:20 (D.C. LaRue, Jerry Corbetta)